# Dumberg
Dumberg ist ein Ortsteil und eine Gemarkung der Stadt Hattingen im Ennepe-Ruhr-Kreis in Nordrhein-Westfalen.
Bis 1926 war Dumberg eine eigenständige Gemeinde im Kreis Hattingen der preußischen Provinz Westfalen.

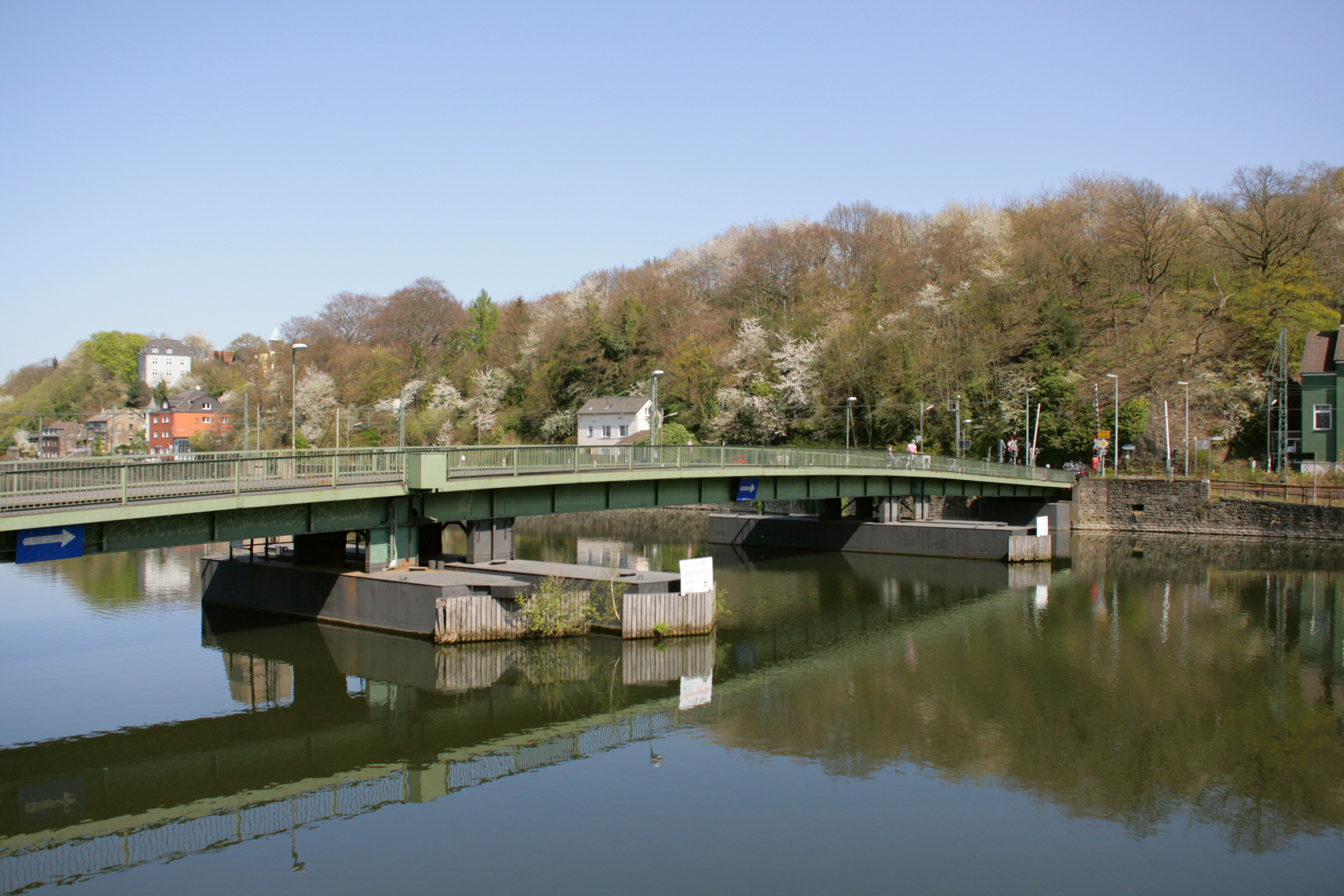
Schwimmbrücke von Dumberg nach Dahlhausen

## Geographie
Zu Dumberg gehören die nur dünn besiedelten Gebiete zwischen Niederwenigern und der Hattinger Stadtgrenze zu Essen. Lediglich im Bereich Kohlenstraße am westlichen Rand von Dumberg existiert ein geschlossenes Siedlungsgebiet. Dumberg grenzt im Norden an Essen-Burgaltendorf, im Westen an Essen-Byfang, im Süden an Niederwenigern, im Osten an Winz-Baak und im Nordosten an Bochum-Dahlhausen.

## Geschichte
Dumberg wurde erstmals vor und um 1220 als Dudenberge in den Vogteirollen des Stifts Essen erwähnt. Ab der 2. Hälfte des 13. Jahrhunderts bis um 1590 wurde der Schultenhof Dudenberge mehrmals im Urbar der Reichsabtei Werden geführt. Erst ab 1841 erscheint der heutige Ortsname Dumberg.
Der Hof Dudenberg (heute Dumberg) stand in günstiger Lage am Nordrand einer Quellmulde, von der aus ein kleiner Bach in einem Kerbtal nach Osten zur Ruhr floss, wo er bei Voßnake mündete. Die Urbarmachung des Waldgeländes für den Hof geschah nicht von Kloster Werden aus, sondern sie wurde von einem freien Bauern durchgeführt, der mehrere Hörige besaß. Diese rodeten in der folgenden Zeit nach Westen zu in den Wagneswald hinein und legten dort für den Haupthof einige Kotten an, die abgabepflichtig waren. Soweit die Rodungen vom Hof Dudenberg durchgeführt worden waren, bildeten die Kotten zusammen mit dem Haupthof und den Gerechtsamen im Markenwald einen eigenen bäuerlichen Verwaltungsbezirk, so dass dieser Haupthof den Rang eines Schultenhofes erhielt.
Der Hof gehörte nicht zum frühmittelalterlichen Grundbesitz des Klosters Werden, sondern wurde erst aufgrund einer Schenkung im Jahre 1293 erworben. Einen erheblichen gesellschaftlichen Fortschritt erreichte das Schultenamt des Hofes im Jahre 1404, als es vom Abt Adolf von Spiegelberg (1399–1421) in das Lehnsgüterverzeichnis der Abtei aufgenommen und die gegenwärtigen und zukünftigen Schultheißen nach Ministerialenrecht verpflichtet wurden. Hofesschulte war zu diesem Zeitpunkt eine Frau (!), und zwar Elsa, Schultisse in Dudenberg, Tochter des Schulten von Hinsel. Jährlich waren an das Kloster abzuliefern: 6 Malter Roggen, 6 Malter Gerste, 15 Malter Hafer; als Herdsteuer 4 Rauchhühner. Hinzu kamen im 14. Jahrhundert 50 Eier. Die zum Haupthof gehörenden vier Kotten zahlten zur Hälfte an den Schulten, die andere Hälfte an „unsere Herren“ zu Werden.
Dumberg gehörte im Spätmittelalter und der Frühen Neuzeit in eigener Bauerschaft (Durnbergh) im Amt Blankenstein, Kirchspiel Niederwenigern und Gericht Hattingen zur Grafschaft Mark. Laut dem Schatzbuch der Grafschaft Mark von 1486 hatten die 13 Steuerpflichtigen Hofbesitzer in der Bauerschaft zwischen zwei oirt und vier Goldgulden an Abgabe zu leisten. Darunter der Hof von Jan Wechman mit einer Abgabe von drei Goldgulden an das Stift Essen. Für den Hof des Gockel tem Gevemynt zahlte Kloster Werden die Abgabe.
Die Deutung des Ortsnamens kann mit Stelle beim Berg des Dūdo umschrieben werden.
Von 1753 bis 1798 wurde in Dumberg die Zeche Thorenbank betrieben. Seit dem 19. Jahrhundert bildete das an der Ruhr gelegene Dumberg eine Landgemeinde im Amt Hattingen des Landkreises Bochum im westfälischen Regierungsbezirk Arnsberg. Seit 1885 gehörte das Amt Hattingen mit der Gemeinde Dumberg zum Kreis Hattingen. Die Gemeinde (plus 3 Wohnplätze) hatte 1885 eine Fläche von 2,76 km², davon 181 ha Ackerland, 25 ha Wiesen und 25 ha Holzungen. Es gab im Ort 86 Wohngebäude mit 124 Haushaltungen und 728 Einwohner.
Am 1. April 1926 wurde Dumberg zusammen mit Baak und Niederwenigern nach Winz eingemeindet. Winz wiederum wurde am 1. Januar 1970 mit Dumberg durch das Gesetz zur Neugliederung des Ennepe-Ruhr-Kreises in die Stadt Hattingen eingegliedert. Dumberg gehört heute zum amtlichen Stadtteil Niederwenigern der Stadt Hattingen.

## Einwohnerentwicklung
| Jahr | Einwohner | Quelle |
| ---- | --------- | ------ |
| 1871 | 641       | [ 6 ]  |
| 1885 | 728       | [ 7 ]  |
| 1895 | 731       | [ 8 ]  |
| 1910 | 865       | [ 9 ]  |

## Baudenkmäler
Die Schleuse Dahlhausen sowie die Hofanlagen Genuit (In den Höfen 16) und Collenberg (In den Höfen 27) stehen in Dumberg unter Denkmalschutz.

## Verkehr
Von Dumberg führt die Schwimmbrücke Dahlhausen über die Ruhr nach Bochum-Dahlhausen.